# 北海道札幌南高等学校
北海道札幌南高等学校（ほっかいどう さっぽろみなみこうとうがっこう）は、北海道札幌市中央区に所在する道立高等学校。通称「札南」「南高」

## 概要
1895年（明治28年）に札幌尋常中学校（のち旧制札幌一中）として開校。校風は堅忍不抜、自主自律。私服での通学が認められている。
校歌
旧制中学時代の校歌は1905年（明治38年）の創立十周年を機に制定された。作詞者は大和田建樹、作曲者は小山作之助として発表されたが、「六十年史」などによれば大和田に詞の文案を示してもらい、石森和男が手を入れて完成させた詞に小山が曲を付けたとの記述がある。
現校歌は1951年（昭和26年）3月31日に制定された。作詞・作曲共に札幌南高の教員による。
校章
現在の校章は創立時（初代）から数えて5代目にあたる。2代目は1901年（明治34年）に制定され、現在と同じ雪華模様の中央に中の金文字を配したもので、旧制中学時代を通じて使用された。
3代目は新制高校移行と共に制定され、雪華模様の中央に六角形の核があった。
4代目は1950年（昭和25年）に制定され、雪の結晶をペンとアカシア文様で飾ったものだったが、1955年（昭和30年）には雪華模様の中央に高の文字を配した5代目（現行）に変わった。
学校林
1911年（明治44年）、当時皇太子だった大正天皇の行啓を記念して行われた造林を機に学校林が設置され、現在では一般財団法人北海道札幌南高等学校林が運営している。白旗山山麓の約121haに及んでおり、毎年一年生が枝打ち作業に行くほか、山菜採り、キノコ狩りといった散策会も行われている。
国蝶であるオオムラサキの繁殖計画や同校科学部のフィールドとしても活用されており、平成18年度全日本学校関係緑化コンクール学校林活動の部で北海道の高校では初となる特選（農林水産大臣賞）を受賞した。
進路
2025年度（令和7年度）の主な大学合格者数（浪人含む）は、東京大学18名、京都大学18名、大阪大学19名、北海道大学70名、札幌医科大学21名など。北海道・東北エリアではトップの進学実績である。

## 沿革
北海道における中等教育機関の整備は比較的遅かったが、開拓の進展と共に中等教育機関設置の機運が盛り上がりを見せていた。
1895年（明治28年）4月1日付で札幌尋常中学校が設置され、開校事務は北海道尋常師範学校で行なわれ、第1回入学式を7月1日に師範学校講堂で挙行し、翌日から授業が始まった。7月31日には、新築校舎（当時の北8条西4丁目、1900年〈明治33年〉以降は北10条西4丁目）へ移転が完了し、10月19日には開校式が行なわれた。
なお、北海道初の中学校は1891年（明治24年）に堀基が設立した北鳴学校（私立）で、教頭は新渡戸稲造だった。札幌尋常中学校と直接の承継関係はないが、北鳴学校の校舎跡で札幌尋常中が開校したほか、北鳴学校の一部生徒・蔵書や備品を引き継ぐなどいくつかの点で関連がみられる。
1897年（明治30年）には旧制中学時代のこの学校の生徒にとって最大の行事であった「雪戦会」がはじまった。「雪戦会」は雪で作った両軍の城を攻防するものだったが、年を重ねるごとに試合は白熱するようになり負傷者が出たこともあった。「雪戦会」は1945年（昭和20年）まで続いた後中断、1973年（昭和48年）、当時の生徒会長の発案により「雪上運動会」という名で復活、1991年（平成3年）まで続けられた。
1908年（明治41年）、4年生による同盟休校事件が起こり、当時の校長が去る事態となった。その後を受けて山田幸太郎が第7代校長に就任、校風の刷新にあたった。山田の取り組みは成果を見せ、校長在職は1937年（昭和12年）に至る約30年の長期におよんだ。1933年（昭和8年）には校長在職25周年を記念して校内に胸像（戦時中に供出され現在の胸像は1950年（昭和25年）に再建された2代目）が建立、「百年史」では山田の生涯を1章を割いて詳述している。
1922年（大正11年）、老朽化していた創立当初の校舎から現校地に落成した新校舎に移転した。第二次世界大戦の際には、札幌一中も戦時体制下に組み込まれ、4年制への年限短縮や勤労動員が行われている。
1947年（昭和22年）、学制改革に伴い新制中学校が発足した。これにより旧制中学校としての札幌一中の募集は停止され、1946年（昭和21年）に入学した最後の札幌一中生は4年間最下級生として学校生活を送る事になる。1948年（昭和23年）には札幌一中が新制高校に転換され札幌一高に改称された。この時点では札幌一中の生徒がそのまま在籍し続けたことから大きな変化はなかったが、1948年（昭和23年）の年度途中で長崎県から着任したウィンフィールド・ニブロCIE（軍政部民間情報教育局）局長の主導により男女共学化・小学区制が推し進められることになる。抗議運動なども起こったものの1950年（昭和25年）には高校再編成が行なわれ、札幌市内の公立高校の2・3年生も居住地に基づく高校の所属替えの対象となった。これにより札幌一高からは606名の生徒が他校に転出、改称された札幌南高には539名の転入生を迎えている。
戦後、高校進学率の上昇と共に札幌南高も定員の拡大を続け、1953年（昭和28年）度には1学級50名、1学年10クラスとなり1650名の生徒を擁する学校となった。教室の増設にも限界が生じ、この年の1年生は週5日授業、内1日は2部制となり、毎時間ごとに教室を移動する事態となった。教室の増築がなったのは半年後のことである。この傾向は高度経済成長期に入っても続き、1963年（昭和38年）には10学級分の増員が行なわれた結果、この年の新入生は千名に達した。札幌南高の校舎ではこれだけの新入生の収容はできず、この年度限りで札幌市立中央創成小学校校舎の3階を間借りして新入生の一部を収容、北校舎と称した。この年には旧制中学時代からの校舎に代わる新校舎の建設が始まり、各棟が順次完成し1965年（昭和40年）に全体の竣工を見ている。旧校舎は新設された北海道札幌啓成高等学校の校舎として1966年（昭和41年）からの2年間使われた後取り壊されている。
1966年（昭和41年）には定員がマンモス化以前の500名に戻された。この年から北海道の公立高校入試に大学区制が導入された。定員の1割までは北海道全域の定員枠とされたため、遠くは宗谷・根室管内から入学する者も現れた。1969年（昭和44年）に入ると東大紛争・日大紛争などの安保闘争の影響が札幌南高にも波及する。札幌南高と北海道札幌西高等学校生徒会との交流行事の交渉の中で、生徒会行事の主導権が学校側ではなく生徒会側にあるとする主張が出たことが紛争の発端となった。同年8月革マル派に所属する札幌南高の生徒が大学立法反対のデモで逮捕、学校側はこの生徒に自宅謹慎処分を課したが、一部生徒が全学闘争委員会を立ち上げ、処分撤回や政治活動の自由を要求。学校側は10月に政治活動の自由を尊重するとした見解を出した。1970年の卒業式では活動家が卒業式粉砕を叫んで壇上を占拠する事態となっている。この年の6月23日、安保反対のストライキ決議が生徒大会で可決。スト可決後も学校側との交渉は進まず、7月6日に夏休みの繰り上げと校内立ち入り禁止を宣告、活動家生徒らは校内デモで応じた。8月8日、学校側はデモに参加した生徒86名を処分したが、校長の「迷ったときは軽い方を」という言葉に基づき退学者を出すことはなかった。8月11日に授業は再開されたが、学年が上がるにつれ欠席者が多く全学年合わせた出席率は5割程度であった。また処分中の生徒が授業中の教室に乱入し、教員の自己批判や授業を中止して討論会への切り替えを要求するなどの行為が見られた。8月15日、札南全闘連などの活動家40名が管理棟を占拠、校長を軟禁下に置いたが、校長の健康状態が悪化したとの医師の診断で運び出され病院に収容された。団合が不可能になった活動家らは逃走、追いかける機動隊に一般生徒が投石を行なって妨害した。学校は再度休校となり8月21日に授業は再開されたが、授業中に線香や殺虫剤がたかれたり、教師に向けて生卵が投げつけられる、放水で廊下が水びたしになる、自動発火装置でごみ箱が燃えるなど各種の妨害行為が行なわれ、校内の雰囲気は荒廃した。紛争そのものが収束しても、秩序への挑戦を好む気風は衰えず、遅刻や「自主カット」と称する途中退出、卒業式の仮装、各種行事時の壇上への投物が常態化し、特に投物は1970年代を通じてエスカレートしていった。
1972年（昭和47年）、服装の自由化が行なわれ、1973年（昭和48年）には高校入試がそれまでの大学区制から中学区制に変わった。共通一次試験など各種の外的な要因も手伝って、次第に個人主義的で学校の指導に従順なタイプの生徒が主流化していった。1995年（平成7年）に現行の校舎が完成し、創立百周年を祝っている。現在は卒業式の仮装などが自由な校風として残っているだけで、上記のような荒廃した状況ではない。

### 年表
旧制中学校時代
- 1895年（明治28年）

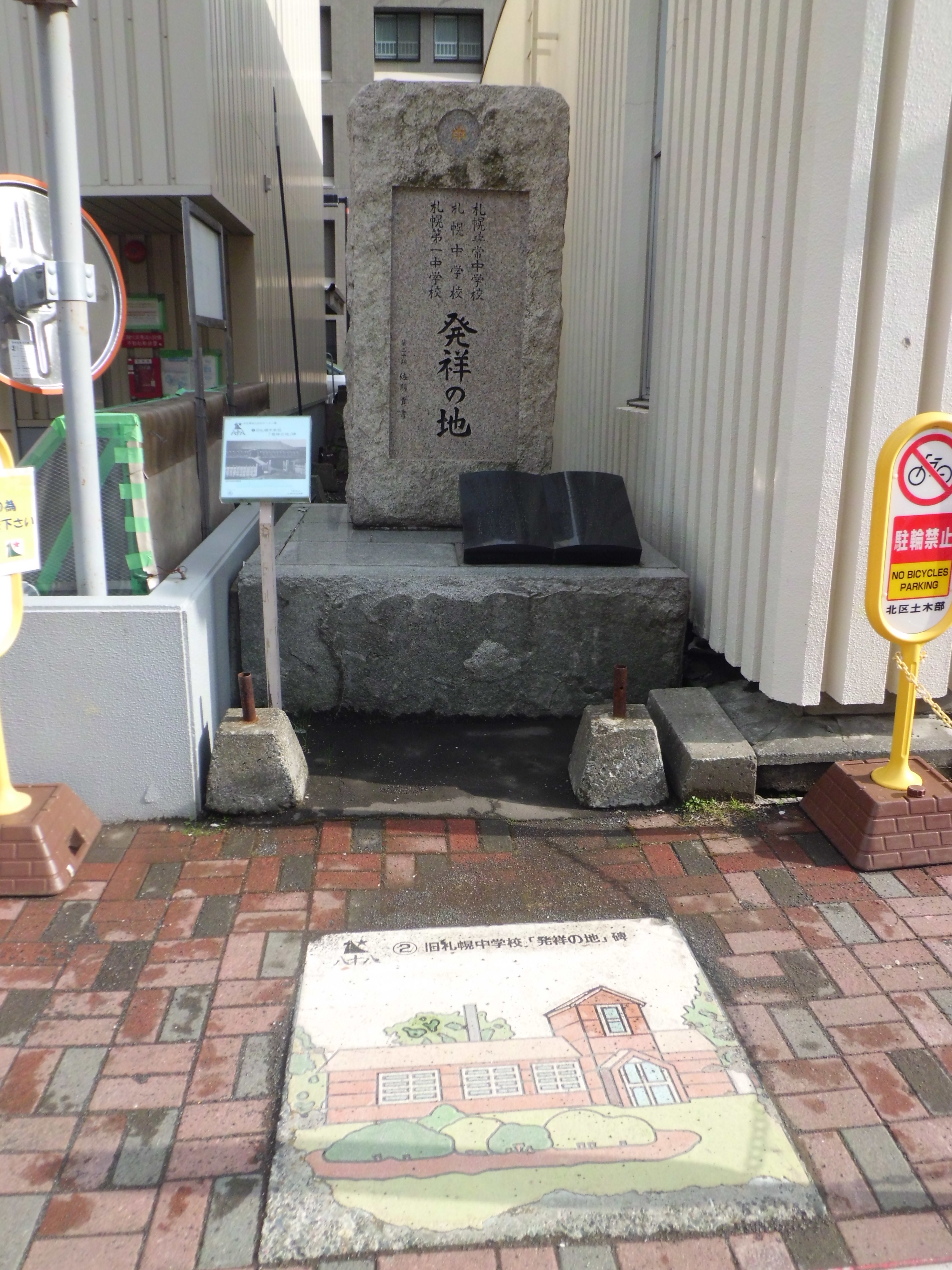
旧札幌中学校「発祥の地」碑。北12条駅裏

  - 4月1日 - 札幌尋常中学校設置。本校に関する事務は当分の間、北海道尋常師範学校（南1条西15丁目）にて処理[37]。
  - 6月1日 - 札幌尋常中学校開校[37]。
  - 7月1日 - 入学式（於北海道尋常師範学校講堂）[37]。
  - 7月2日 - 旧私立北鳴学校校舎（北8条西4丁目）を仮用して授業開始[37]。
  - 8月31日 - 本校舎新築落成（北8条西4丁目[注 4]）[38]。
  - 10月19日 - 開校式を挙行[38]。
- 1899年（明治32年）4月1日 - 中学校令改定に伴い、札幌中学校と改称[39]。
- 1901年（明治34年）6月15日 - 北海道庁立札幌中学校と改称[40]。
- 1905年（明治38年）10月19日 - 校旗と校歌を制定[41]。
- 1911年（明治44年）- 皇太子（後の大正天皇）が来校[42]。学校林を設置[43]。
- 1915年（大正4年）4月17日 - 北海道庁立札幌第一中学校と改称[44][注 5]。
- 1922年（大正11年）7月 - 札幌区南18条西6丁目（現在地）に移転[45][注 6]。
- 1947年（昭和22年）11月1日 - 北海道立札幌第一中学校と改称（「庁」が除かれる）[46]。

新制高等学校
- 1948年（昭和23年）4月1日 - 旧制札幌第一中学校を廃止、新制高等学校北海道立札幌第一高等学校（男子校）が発足[47]。通信教育部を設置[47]。
- 1949年（昭和24年）11月3日 - バスケットボール部、第2回インターハイで優勝[48]。
- 1950年（昭和25年）
  - 4月1日 - 公立高校再編により、学区編成と男女共学が実施され、校名を現行の北海道札幌南高等学校と改称（ナンバリングの「第一」から方角の「南」に代わり、更に「立」が除かれる）[48]。
  - 10月1日 - 定時制課程を設置[49]。
- 1951年（昭和26年）3月31日 - 校歌（現校歌）の歌詞決定を発表[50]。
- 1967年（昭和42年）8月1日 - 通信教育課程、北海道有朋高等学校として独立[51]。
- 1972年（昭和47年）8月18日 - 服装が自由化する[52]。
- 1995年（平成7年）- 創立100周年を迎える[53]。校舎を新築[54]。
- 1999年（平成11年）- 第19回『全国高等学校クイズ選手権』で優勝[55]。
- 2000年（平成12年）- 1939年（昭和14年）以来61年ぶり3度目の夏の甲子園に出場、1回戦でPL学園に敗れる[56]。

## 部活動・同好会・外局
2016年現在、39の部活動・同好会・外局が存在し、部活動加入率は兼部者を含めると100%を超える。バスケットボール部は旧第一高校時代に第2回国体優勝、野球部は旧制一中時代を含め3度の夏の甲子園（第13回、第25回、第82回）に出場した。また、有志団体としてクイズ研究会もあり、全国高等学校クイズ選手権の第19回優勝、第31回ベスト4、第32回ベスト8の成績をおさめている。
体育系
- 駅伝
- 空手道
- 弓道
- 剣道
- 男子硬式テニス
- 女子硬式テニス
- 硬式野球
- ゴルフ
- サッカー
- 山岳
- ソフトテニス
- ソフトボール
- 卓球
- 男子バスケットボール
- 女子バスケットボール
- バドミントン
- 男子バレーボール
- 女子バレーボール
- ハンドボール
- ラグビー
- 陸上競技

文化系
- 囲碁将棋
- ESS
- 科学
- 合唱
- 華道
- 軽音楽
- 茶道
- 書道
- 吹奏楽
- ダンス
- 美術
- ホームサイエンス
- 漫画アニメーション研究

外局など
- みなみ新聞局
- 図書
- 放送
- よろずや同好会
- クイズ研究会
- 生徒会執行委員会

## 卒業生
同窓会の名称は「六華同窓会」。